# 小野乃乃香
小野乃乃香（日语： Ono Nonoka，1991年12月13日—）是日本的女藝人，前賽車女郎。原名宮田真理愛（日语：／ Miyata Maria），東京都出身，經紀公司是白金製作，暱稱是Nonokyan（ののきゃん）。

## 概要
2012年，小野將自己成人禮時的照片連同履歷書寄至白金製作，最終獲取錄，並且開展藝能活動。她出道初期，曾經在東京巨蛋兼職賣啤酒。當時，她曾經一日售出400杯啤酒，雖然一星期只有三日值班，每日也只有3小時，可是月入卻達到30萬日元。因此，她被《東京體育》稱為太美的啤酒妹（美人すぎるビール売り子），其後成為她自己的宣傳口號。2013年，她成為SUPER GTZENT sweeties的成員，開始從事賽車女郎。2014年，她擔任東京改裝車展的形象女孩A class。同年1月29日，她在前眾議院議員杉村太藏的強力推薦下，就任為『樂天電話』的PR大使。12月11日深夜，搞笑組合南海Candies的成員山里亮太在自己的冠名電台節目TBS電台的《山里亮太的不毛議論》中，將小野比喻成睪丸，此事讓小野感到受傷而引起了話題。其後，她沒有再從事賽車女郎，而是專注於藝能方面。2015年，她出演了《咒怨 -The Final-》，這是她首次出演電影。同年9月17日，她在東京電玩展中透露前男友出軌時，曾經像玩貝獨樂一樣將他彈飛。

## 人物
小野有一個年長3歲的兄長和小5歲的妹妹，自小學3年級直至高中為止，均是籃球部。自小學時期，她的大胸部便異常顯眼，因而被男生取了「歐派」（おっぱい，意指胸部）這個暱稱，畢業於日本大學第二高等學校，並且在斐濟的英語專門學校完成了Free Bird Institute的課程。
小野由於憧憬菜菜緒和小倉優子，而加入了她們的經紀公司白金製作。2012年9月，她在菜菜緒有份出席的服裝品牌UNIQLO的記者會，以模特兒的身份列席。她的藝名也參照了菜菜緒，採用了疊字，並且使用同樣屬於な行的の字，讓兩者能夠在名字上並排展示，而小野的姓則是由經紀公司決定。最初，小野是以的名義進行藝能活動，不久後便改用平假名直至現在。
2020年9月9日，小野宣布与游泳运动员鹽浦慎理结婚。2021年，两人的长女出生。

## 作品

### 單曲
- TOKYO AUTOSALON 2014 presents EVOLUTION #10（avex trax） - AUTOSALON會場限定發賣。
  - Jumpin'
  - Someone Over The Rainbow

### 影片作品
- ののまみれ（2013年10月25日）
- Beach Angels（日语：Beach Angels） 小野乃乃香 in 曼拿島（英语：Mana Island, Fiji）（2014年5月30日）

## 出演

### 賽車女郎、形象女孩
- SUPER GT（日语：SUPER GT）ZENT sweeties（日语：善都）（2013年）
- 東京六間體育報紙公司合辦的組合Scoop!?（日语：スクープ!?）的《體育日本》代表（2013年 - 2015年4月）
- 東京改裝車展的形象女孩A class（日语：A class）（2014年）

### 電視
常規班底
- ~暗處的梗世界~DEEP NIGHT（日语：ヨソで言わんとい亭〜ココだけの話が聞ける（秘）料亭〜）（2014年4月17日 - 9月25日、東京電視台）輪週MC
- 臨陣磨槍（日语：一夜づけ）（2013年4月 - 2014年3月，東京電視台）
- FUJIYAMA FIGHT CLUB（2015年10月 - ，富士電視台）[19]

其他
- 神之舌（東京電視台）
- 有吉反省會（日语：有吉反省会）（日本電視台）
- 信長（日语：ノブナガ）（CBC電視台）
- 跳吧!!秋刀魚大人（日语：踊る!さんま御殿!!）~全員水手服 波瀾萬丈女&夫婦SP~（日本電視台）
- SUNDAY JAPAN（日语：サンデージャポン）（TBS電視台、不定期出演）
- 藝能人更生綜藝節目 香蕉學校（東海電視台）
- 解禁!揭露NIGHT（日语：ヨソで言わんとい亭〜ココだけの話が聞ける（秘）料亭〜）~金錢！女人！揭露政治家的陰暗~（東京電視台）
- 來電送禮!手機大喜利（日语：着信御礼!ケータイ大喜利）（NHK）
- 午前零時的岡村隆史（日语：午前零時の岡村隆史）（TBS電視台）
- 模擬綜藝節目 試一試!（日语：もしものシミュレーションバラエティー お試しかっ!）（朝日電視台）
- JKP〜12名美女的生存競爭（2014年4月1日，日本電視台）
- 反擊（2014年4月8日，富士電視台）
- DOWNTOWN DX（日语：ダウンタウンDX）（2014年5月1日，日本電視台）
- 「Pu」ssuma（日语：『ぷっ』すま）（朝日電視台）
- Quiz30~團結起來!~（日语：クイズ30〜団結せよ!〜）（富士電視台）
- 愛旅行的女子 ~全日本之顏~女子會~（日语：旅ずきんちゃん 〜全日本のほほ〜ん女子会〜）（CBC電視台）
- Shirushirumishiru Sanday（日语：シルシルミシルさんデー）特別版　藝能界假如大獎　驚喜奶油2014（朝日電視台）
- 笑神突然間…（日语：笑神様は突然に…）（日本電視台）
- 只有中居正廣的圖書館（日语：中居正広のミになる図書館）（朝日電視台系列）
- 有吉講座（日语：有吉ゼミ）（日本電視台系列）
- 星期三特輯!「世界衝撃影片100連發」（TBS電台系列）
- 不准搜尋（日语：検索してはいけない）（TBS電視台系列）
- GURU9（日本電視台系列）
- Osanemon（日语：オサレもん）（2014年10月15日、10月22日、10月29日，富士電視台）
- 今晚嘗試比較了一下（日语：今夜くらべてみました）〜煩惱的女性們vs渡部專家SP〜（2014年12月16日，日本電視台系列）
- 逃走中×Mechax2iketeru!，合辦計劃Mechax2全力逃亡（2015年7月19日，富士電視台）。
- 有吉的暑假（日语：有吉の夏休み）2015貼身100小時in夏威夷FINAL（2015年9月19日，富士電視台）

電視劇
- White Lab～警視廳特別科學搜查班～ 第7集（2014年5月26日，TBS） - 飾演橋本明音
- 秀逗小護士 再會編（2014年11月1日，富士電視台） - 飾演村上佳菜美
- 敏感探偵JASMINE（2015年3月21日、3月28日，ABC電視台） -  新人精英刑事　飾演鳥羽陽子
- 37.5℃的眼淚 第6集、第7集（2015年8月13日、8月20日，TBS） - 飾演清田七海[20]

### 電影
- 咒怨 -The Final-（2015年6月20日，Showgate（日语：ショウゲート））[21]
- 學園孤島-佐倉慈（2019年）

### 電台
常規
- 正在做appeal!（日语：アッパレやってまーす!）星期二（2014年4月1日 - 2015年3月24日，MBS電台）

嘉賓出演
- 峰龍太的Minesuta（日语：峰竜太のミネスタ）（2013年12月27日，日本廣播電台）
- HELLO WORLD（日语：HELLO WORLD (ラジオ番組)）（2014年7月3日，J-WAVE）啤酒妹特集
- 辛坊治郎Zoom 要說到那麼盡嗎!（日语：辛坊治郎ズーム そこまで言うか!）（2014年9月27日，日本放送）
- 春風亭昇太和乾貴美子電台Beverly heros（日语：高田文夫のラジオビバリー昼ズ）（2014年10月8日，日本放送）
- 山里亮太的不毛議論（日语：山里亮太の不毛な議論）（2014年12月10日，TBS電台）將手島優（日语：手島優）與小野乃乃香化為100分特輯
- 小木矢作的眼鏡贔屓（日语：おぎやはぎのメガネびいき）（2015年6月11日，TBS電視台）第3屆我們亦理應做得到!偶像妄想總選舉
- Job Chain R（日语：ジョブチューン アノ職業のヒミツぶっちゃけます!）（2015年8月29日，TBS電視台）

### 廣告
- 王將餃子
- Soft99（日语：ソフト99）「Smooth Egg micro whip」
- Mondelēz Japan（日语：モンデリーズ・ジャパン）「Stride」
- 角川遊戲「Derby Stallion GOLD（日语：ダービースタリオン）」
- Breathe Right 「羊乃乃香」（好夢movie）
- Aderans（日语：アデランス）「生髮Project」 與中山雅史一同出演
- Media Active「野球場NAVI」2015年4月28日起在京瓷巨蛋大阪的後方大屏幕播放。
- Zeria新藥（日语：ゼリア新薬）「新Wizuwan」（2015年）
- Fuyuspo（2015年）
- 白元Earth（日语：白元アース）「Pasurabo之歌」

### 寫真
- 週刊YOUNG JUMP（2014年NO.2、12）
- 週刊Playboy
- 週刊SPA!（日语：SPA!）（2014年8月）
- 週刊實話（日语：週刊実話）
- EYESCREAM　2014年3月號
- BLACK BOX
- Scooter Champ　2014
- EX大眾（日语：週刊大衆）
- 週刊現代 2014年3月號
- GALS PARADISE
- BOMB（日语：ボム）　2014年4月號

### 活动
- TGRF2012　TOYOTA 賽車節2012
- TGRF2013　TOYOTA 賽車節2013
- 東京改裝車展（2014年1月）
- 福岡顧客用車展（2014年2月）
- 鑽石環球特輯（日语：ダイヤモンドグローブ） Round Girl（2014年9月5日）
- 東京電玩展中扮演了PAON DP（日语：パオン）遊戲《Based Mont Kingdom》角色Shale（2015年9月17日）[11]

## 外部連結
- 公式プロフィール （页面存档备份，存于）
- おのののかオフィシャルブログ （页面存档备份，存于）
- 小野乃乃香的X（前Twitter）